# Resistencia (psicología)
En psicología clínica en general, en psicoterapia y en particular en psicoanálisis, se denomina resistencia al conjunto de conductas y actitudes de rechazo u oposición de un paciente frente al tratamiento, a algún aspecto específico de la terapia o de su encuadre, o a la propia persona del terapeuta. El término fue introducido en 1885 por Sigmund Freud en los albores del psicoanálisis, durante sus primeros trabajos con Josef Breuer sobre la histeria. Más adelante el concepto integró de manera fundamental el cuerpo teórico psicoanalítico y en 1937 la definió como aquella fuerza que durante el análisis «se defiende por todos los medios contra la curación y a toda costa quiere aferrarse a la enfermedad y el padecimiento». Aunque inicialmente el término fue criticado y no tuvo acogida por parte de otros autores distantes del psicoanálisis, con el transcurso del tiempo se ha incorporado y utilizado, con diferentes matices de significado e interpretaciones, por las distintas escuelas psicológicas.

## Resistencia en psicoanálisis y terapias relacionadas
En psicoanálisis se llama resistencia a todo acto o palabra del analizando que se opone a que este acceda durante el análisis a los contenidos de su inconsciente. El paciente puede manifestar sus resistencias de distintas maneras en el trabajo analítico, por ejemplo con silencios prolongados o la interrupción de ocurrencias en la asociación libre, relleno de la sesión con grandes cantidades de contenidos nimios, retrasos al concurrir a las sesiones, olvido de las citas. Esta misma definición se utiliza en general en todas las formas de terapia psicodinámica, pero para el psicoanálisis la interpretación de las resistencias, constituye junto al análisis de la transferencia un aspecto central del tratamiento psicoanalítico.
La resistencia, desde el punto de vista de la teoría psicoanalítica, es un proceso mental o acción dirigida por el inconsciente que tiene por objeto impedir que lleguen a ser conscientes ciertos contenidos reprimidos, los que desde el exterior (por las técnicas utilizadas en el tratamiento) se estimulan para que broten a la conciencia, con el objetivo de acceder a una mejor lectura de los mismos. Estas fuerzas se oponen al tratamiento porque es doloroso o difícil ese conocimiento y el paciente «se resiste» a tomar conocimiento de algunos de sus deseos o impulsos o recordar algunos hechos penosos o vergonzosos.
Freud tropezó con el fenómeno de la resistencia a muy corto andar en su trabajo de análisis. De hecho, es justamente su descubrimiento lo que moviliza su técnica desde la hipnosis, pasando por técnicas sugestivas hasta abandonar por completo toda forma de sugestión y establecer la asociación libre como «regla fundamental». El cambio obedece principalmente a la constatación de que los pacientes se resistían de manera muy evidente y enérgica a la técnica sugestiva, oponiendo una suerte de «contrasugestión» o recurriendo a estrategias menos obvias al tratamiento. Freud consideró perfectamente comprensible, por lo demás, que la gente se resistiera a ser sugestionada. Una primera descripción de estos fenómenos de resistencia puede leerse en el texto Estudios sobre la histeria.
Desde luego, los cambios en la técnica tras el abandono de la sugestión no hicieron desaparecer las resistencias, pero cambiaron el enfoque de Freud sobre ellas y la manera de trabajarlas: pasaron a ser objeto de la interpretación y se consideraron a partir de allí un fenómeno que podía ser superado en el transcurso del trabajo terapéutico.
Posteriormente, en el contexto de la segunda tópica, ya no solo son vistas como un escollo a superar, sino como un dato clínico relevante que aparece como síntoma, expresando lo reprimido, por lo que el modo de abordar las resistencias sería análogo al que se usa frente a los fenómenos transferenciales: corresponde interpretarlos. En su ensayo Inhibición síntoma y angustia publicado en 1926, Freud distinguió cinco tipos de resistencia, tres de ellas yoicas:
- La resistencia de represión: Un tipo de resistencia que constituye una defensa del yo (consciente o inconsciente, porque puede tener su origen en los sectores inconscientes del yo)[7]
- La resistencia de transferencia: Dado que la transferencia constituye un sustituto de recordar y se basa en un desplazamiento de los objetos del pasado en los objetos presentes, se trata también de una resistencia atribuible al yo.[7]
- El beneficio secundario de la enfermedad: Debido a que el síntoma se entiende como un compromiso entre deseo y defensa, hay ganancia secundaria en mantenerlo, lo cual también es una defensa imputable al yo.

Y dos que provienen de otras instancias psíquicas: 
- Las resistencias que provienen del ello: Se trata aquí principalmente de la compulsión de repetición y de la «pegajosidad» de la libido.[7]
- La resistencia del superyó: Se origina en sectores también inconscientes de esa estructura psíquica y responde a los sentimientos de culpa y necesidad de castigo.[7]

Esta clasificación nunca llegó a satisfacer por completo a Freud, pero tenía la virtud de puntualizar que los fenómenos de resistencia en el trabajo analítico no quedan explicados solo por los mecanismos de defensa del yo.
Freud, en la época inicial de Estudios sobre la histeria, había explicado la resistencia asociándola al inconsciente, al acercamiento hacia contenidos y deseos inconscientes que la cura analítica va revelando. La imagen es la de un núcleo de recuerdos patógenos, en torno al cual se agrupan recuerdos, dispuestos en círculos concéntricos y mientras más se aproxima el psicoanálisis a ese núcleo, más fuerte se hace la resistencia. En este primer modelo, la resistencia es una fuerza inconsciente de repulsión que actúa en contra de que el paciente recuerde y el analista intérprete. Freud claramente sitúa aquí el origen de las resistencias en el inconsciente, no así más adelante en su obra. En su modelo ulterior del funcionamiento psíquico conocido como segunda tópica, esto ya no es así. La resistencia se presenta ahora como un mecanismo de defensa que tiene entre otras fuentes al yo.
Sin embargo, el hecho de que la propia clasificación freudiana de cuenta del rechazo de Freud a reducir el tema de la resistencia a los mecanismos de defensa implica que en su concepto hay elementos irreductibles de la resistencia, que interpreta de diferentes maneras y que podrían hallar explicación en la pulsión de muerte.
En general, el concepto de resistencia fue aceptado y asimilado (con matices) por los seguidores de Freud y tras su muerte no generó mayor debate (como sí ocurrió con la transferencia y contratransferencia). Una excepción es la crítica de Melanie Klein, que identificó la resistencia exclusivamente con la transferencia negativa, siendo este uno de los temas centrales de su controversia con Anna Freud.
Sin embargo, en la opinión de Ralph Greenson, uno de los autores más conocidos en temas de técnica analítica, todas las formas de resistencia, también las que Freud, Edward Glover y Anna Freud clasificaron como resistencias del ello y también las que se atribuyen al superyó, serían puestas en marcha por el yo. Sin excepción, todas las estructuras psíquicas actuarían a través del yo y, por lo tanto, no sería tan relevante dilucidar el origen de las resistencias en otras instancias.

### El silencio y la resistencia
El silencio puede o no ser una forma de resistencia, y, por tanto, puede o no interpretarse como tal, dependiendo de la particular estructura. Por ejemplo, existen los silencios de origen depresivo, que corresponden a la sintomatología de ese tipo de cuadro clínico o responden a esa estructura de personalidad. Existe también el silencio paranoide, donde el paciente no habla porque cree que todo lo que diga será usado en su contra. Pero la mayor parte de las veces lo que se observa en clínica psicoanalítica es el silencio propiamente resistencial, directamente destinado a impedir el flujo de contenidos desde el inconsciente en la sesión de tratamiento. Este tipo de silencio es interpretable como resistencia.
Ralph Greenson distingue dos grandes categorías: el silencio como resistencia (el más frecuente) y silencio como comunicación. Según él, es tarea fundamental del analista dilucidar si el paciente calla como forma de resistirse - consciente o inconscientemente - al tratamiento o si justamente su silencio constituye por sí mismo una comunicación relevante, un contenido que se quiere comunicar en lugar de una resistencia frente a un contenido penoso (podría ser, por ejemplo, una repetición en la terapia de un suceso del pasado del paciente donde el silencio jugó un papel importante).

## Resistencia en las terapias cognitivo-conductuales
En las terapias cognitivo-conductuales, se llama resistencia a todo acto de oposición a algún procedimiento clínico propuesto por el terapeuta. Su aparición durante el proceso de intervención clínica se considera una señal de alerta que puede indicar, ya sea que el terapeuta no ha logrado una suficiente alianza terapéutica con el sujeto, sea que no ha explicado adecuadamente la utilidad de la intervención, o bien que la intervención va en contra de los valores del sujeto, o alguna otra razón que el terapeuta no se ha percatado previamente.[cita requerida]
La resistencia, en este grupo de psicoterapias, no se concibe como algo negativo, sino que, engranado dentro del encuadre, puede convertirse en un momento diagnóstico propicio para averiguar algo nuevo acerca del sujeto y del proceso psicoterapéutico, y una oportunidad para hacer cambios y ajustes en dicho proceso, a partir del nuevo conocimiento.[cita requerida]

## Las resistencias en la terapia gestáltica
En esta escuela terapéutica, el concepto de resistencia se acerca al de autocensura. Pueden tener una connotación negativa o perjudicial, actuando como un factor que dificulta la integración de aspectos de la personalidad que podrían ayudar a la satisfacción de necesidades. Su origen se debe a «prototipos introyectados» (pautas que modelan la conducta con un marco ético o ideológico). Las resistencias ocurren en correspondencia con cada fase de un ciclo de autorregulación de necesidades que esta teoría describe. Sin embargo, no constituyen necesariamente algo negativo, puesto que pueden ser saludables reguladores de la satisfacción de necesidades si ocurren en un contexto de libre decisión y la «aceptación incondicional hacia sí mismo», es decir, si no responden exclusivamente a las exigencias del medio social.